# Благой Янков
Благой (Гане) Янков – Мучето е югославски комунист, партизанин и народен герой на Югославия.

## Биография
Роден е през 1911 година в град Струмица. Учи две години в гимназия, а след това заминава за Белград, да учи за шивач. Там се присъединява към работническото движение. Неговата дейност е забелязана бързо и е арестуван от сръбската полиция. Хвърлен е в затвора Главняча в Белград, където е измъчван. След шест месеца е освободен и депортиран в родния си град. Там активно се включва в организирането на работниците в Обединения работнически синдикат на Югославия. Заедно с работниците организира стачки, за което пак е преследван от полицията. През 1938 година става член на Югославската комунистическа партия. По-късно участва в демонстрация в Белград, където е арестуван отново и измъчван в затвора Главняча.
След навлизането на българската армия в Югославия е сред първите, които организират отпор срещу нея. Участва активно във формирането на политическите структури на ЮКП в Радовиш, Берово и Валандово, а през септември 1941 година влиза в Покрайненския комитет на Македония. Дейността му бързо е открита от българската полиция и е поставен под наблюдение. Той излиза в нелегалност и пребивава в района на Щип. Създава партизанска база в село Долани.
При една кражба полицията тръгва по следите и открива базата и я напада. Благоя Янков заедно със Славчо Стоименски се опитва да избяга. Стоименов е убит, а Янков ранен, все пак успява да се измъкне. Български военен съд го осъжда задочно на смърт и разпространява заповед за арестуването му. През юни 1944 година скривалището му е открито и след кратка престрелка на улиците на Струмица той е убит.
Провъзгласен е за народен герой на Югославия на 11 октомври 1951 година.